# Saxifraga minutissima
Saxifraga minutissima är en stenbräckeväxtart som beskrevs av D.S. Rawat. Saxifraga minutissima ingår i Bräckesläktet som ingår i familjen stenbräckeväxter. Inga underarter finns listade i Catalogue of Life.